# Бетмен (серія фільмів)
Екранізації коміксів Боба Кейна про Бетмена з'явилися ще в 40-х роках, це телесеріали і кінофільми Британії та Америки, які залишаються популярними і донині.

## Бетмен (1943)
Кіносеріал, 15 серій. Режисер — Ламберт Хілльер. Бетмен — Льюїс Вілсон

## Бетмен і Робін (1949)
Кіносеріал, 15 серій. Є продовженням серіалу «Бетмен». У ролі Бетмена Роберт Лорі і Джонні Дункан в ролі Робіна. Режисер — Спенсер Гордон Беннет.

## Бетмен (1966)
Фільм, який є продовженням серіалу 1966 року. Режисер — Леслі Х. Мартінсон. Бетмен — Адам Уест.

## Серія Тіма Бертона і Джоеля Шумахера

### Бетмен (1989)
У 1989 році вийшов фільм Бетмен, знятий Тімом Бертоном. Роль Бетмена зіграв Майкл Кітон, а роль Джокера — Джек Ніколсон. Фільм отримав схвальні відгуки фанатів і критиків, при бюджеті в $ 48 млн він зібрав $ 411 млн в прокаті, ставши найприбутковішим фільмом за коміксами DC, залишаючись таким до 2008 року.

### Бетмен повертається (1992)
У 1992 році вийшов сиквел Бетмен повертається, де Бетмена знову зіграв Кітон. Збори склали 266 мільйонів доларів.

### Бетмен назавжди (1995)
У третьому фільмі Бетмен назавжди (1995) Кітона замінив Вел Кілмер а режисером став, Джоел Шумахер (Бертон залишився продюсером). Збори склали 336 млн.

### Бетмен і Робін (1997)
Четвертий фільм Бетмен і Робін (1997) з Джорджем Клуні, в ролі Бетмена виявився неуспішний, зібравши в прокаті менше свого попередника (238 млн) і отримавши розгромні рецензії.

## Скасовані фільми

### «Бетмен проти Супермена» (Batman vs. Superman)
Вперше плани про загальний фільм Бетмена і Супермена з'явилися влітку 2001 року, коли Ендрю Кевін Вокер був найнятий Уорнер Бразерс для написання сценарію. Пізніше Аківі Голдсману було доручено переписати сценарій Вокера.
Бетмена повинен був зіграти Крістіан Бейл, Супермена — Джош Гартнетт (Josh Hartnett), а режисером повинен був стати Вольфганг Петерсен. Зйомки картини були призначені на початок 2003 року і повинні були завершитися через півроку. Дата релізу була призначена на літо 2004 року. Але фільм був скасований, щоб студія змогла зосередитися на окремих фільмах про супергероїв, якими стали «Бетмен: Початок» і «Повернення Супермена». Петерсен висловив надію зняти фільм пізніше з Крістіаном Бейлом в ролі Бетмена.
У першій сцені фільму «Я — легенда», сценаристом якого був Аківа Голдсман, був показаний невикористаний постер фільму — символ Супермена всередині емблеми Бетмена.

## Трилогія Крістофера Нолана

### Темний лицар: Початок
У 2005 році вийшов фільм-перезапуск «Бетмен: Початок», знятий Крістофером Ноланом. У ролі Бетмена знявся валлієць Крістіан Бейл. Фільм був знятий з ухилом в нуар і більший реалізм. Сюжет докладно пояснював причини становлення Бетмена, як він отримав свій костюм і як Джеймс Гордон (Гері Олдмен) став його союзником. Серед головних героїв є оригінальний персонаж — Рейчел Доуз (Кеті Голмс), кохана Бетмена. Фільм зібрав 371 млн доларів в прокаті і отримав схвальні відгуки критиків.

### Темний лицар
У 2008 році вийшов сиквел фільму «Бетмен: Початок», який зібрав 1 мільярд доларів і отримав найвищі відгуки за всю серію. Роль Бетмена також виконав Крістіан Бейл, а роль головного антагоніста фільму Джокера виконав Гіт Леджер, для якого ця роль стала останньою закінченою.

### Темний лицар повертається
У 2012 році вийшов третій заключний фільм трилогії Крістофера Нолана про Бетмена. Роль Бетмена в останній раз виконав Крістіан Бейл, роль комісара Гордона знову виконав Гері Олдмен, а роль головного лиходія фільму Бейна виконав Том Гарді.

## Розширений Всесвіт DC

### Бетмен проти Супермена: На зорі справедливості (Batman v Superman: Dawn of Justice)
20 липня 2013 року на Комік-Коні режисер Зак Снайдер оголосив, що сиквел «Людина зі сталі» буде влітку в 2015 році, і в ньому крім Супермена з'явиться також і Бетмен. Під час презентації глядачі почули з вуст актора Гаррі Леннікса фразу з графічної новели Френка Міллера «The Dark Knight Returns»: «Я хочу, щоб ти запам'ятав, Кларк, назавжди, щоб ти пам'ятав це в найважливіші моменти свого життя. Я хочу, щоб ти пам'ятав цю руку на своєму горлі, щоб ти пам'ятав людину, яка здолала тебе». У самому коміксі ці слова вимовив Бетмен.
Сайт ign.com повідомив, що компанії Warner Bros. належать сайти: SupermanVsBatman.com, і у той же час — BatmanVsSuperman.com; а також — BatmanVsSupermanMovie.com. Це дає підстави припускати, що сиквел «Людини зі сталі» можливо буде називатися «Бетмен проти Супермена».
Так як Крістіан Бейл (Грав даного персонажа в трилогії Крістофера Нолана) відмовився повертатися знову до ролі Бетмена, компанія Warner Bros в серпні 2013 року знайшла нового виконавця на цю роль, яким став актор Бен Аффлек.
Прем'єра фільму відбулася 25 березня 2016. Відгуки критиків були в основному негативні, але гра Аффлека, всупереч початковому скептицизму, була сприйнята високо.

### Загін самогубців (2016)
Фантастичний бойовик режисера Девіда Еєра. Прем'єра призначена на 5 серпня 2016 року. Сольний фільм розповідає про команду суперзлодіїв загін самогубців. У листопаді 2014 року студія Warner Bros. офіційно представила основний акторський склад фільму «Загін Самогубців». Голова Warner Bros. Pictures Грег Сільверман оголосив, що двічі номінант на премію Оскар Вілл Сміт зіграє Дедшота, Марго Роббі — Гарлі Квінн, володар Оскара Джаред Лето втілить на екрані образ Джокера, Джай Кортні зіграє Капітана Бумеранга, а Кара Делевінь — Чарівницю, Бен Аффлек — Бетмен.

### Диво-жінка (2017)
Фантастичний бойовик режисера Петті Дженкінс. Прем'єра відбулася 1 червня 2017 року. Та є оріджином Диво Жінки, дія якого відбувається в часи першої світової війни. Гал Гадот та Кріс Пайн виконали ролі Диво Жінки та Стіва Тревора відповідно. На момент виходу фільму, є найуспішнішим проектом кіновсесвіту.

### Ліга Справедливості: Частина 1 (2017)
Фантастичний бойовик режисера Зака Снайдера. Фільм «Ліга Справедливості» буде зніматися паралельно з Диво-жінка і з'явиться на екранах в 2017 році. 15 жовтня 2014 року оголосили, що картину розділять на 2 частини: перша вийде 12 листопада 2017 року, друга 14 червня 2019 року.

### Бетмен (2022)
Новий сольний фільм про Бетмена з Робертом Паттинсоном в головній ролі, який буде частиною Розширеного всесвіту DC. 10 червня 2015 року було підтверджено слух, що нову картину про Темного Лицаря поставить Бен Аффлек, він же буде сценаристом стрічки, разом з Джеффом Джонсом. 13 квітня 2016 Бен Аффлек офіційно затверджений на пост режисера. Планувалося, що Аффлек одночасно виступить режисером, продюсером і виконавцем головної ролі. Однак 31 січня 2017 року він заявив що поступиться місцем режисера. 24 лютого 2017 року студія найняла на цю посаду Метта Рівза. У фільмі з'явиться Джо Манганьелло в ролі Дезстроука, також велися переговори з Джаредом Лето про його зйомку у фільмі в ролі Джокера. 16 вересня 2017 року, як повідомив Умберто Гонзалес з The Wrap під час трансляції в Periscope, у студії вже є приблизна дата початку зйомок. В рамках серії запитань і відповідей Гонзалес сказав, що Warner Bros. хоче почати знімати «Бетмена» влітку 2018 року. Але, як він зазначив, це в тому випадку, «якщо все встане на свої місця». Як ходять чутки, стрічка може так і зовсім не бути частиною загальною кінематографічною всесвіту DC, а увійти в нову лінійку фільмів за коміксами. Якщо знімальний процес почнеться в середині 2018, вихід сольника про Темного лицаря відбудеться під кінець 2019-го.

## Анімаційні фільми

### Анімаційний всесвіт DC
- «Бетмен: Маска Фантазма», 1993 рік, на основі мультсеріалу «Бетмен» 1992—1995 років.
- «Бетмен і Містер Фриз», 1998 рік, на основі мультсеріалу «Бетмен» 1992—1995 років.
- «Бетмен майбутнього: Повернення Джокера», 2000 рік, на основі мультсеріалу «Бетмен майбутнього».
- «Бетмен: Таємниця Бетвумен», 2003 рік, на основі мультсеріалу «Нові пригоди Бетмена».

### Бетмен
- «Бетмен проти Дракули», 2005 рік, на основі мультсеріалу Бетмен 2004 року

### Оригінальні анімаційні фільми всесвіту DC
Серія анімаційних фільмів за мотивами коміксів DC Comics, випущених відразу на відеоносіях, такими компаніями як Warner Premiere, Warner Bros. Animation і DC Comics. У більшості з них бере участь Бетмен, в десяти — як головний герой, в восьми — як член Ліги Справедливості і в одному — як другорядний герой. У всіх мультфільмах, крім дилогії «Супермен / Бетмен», і мультфільмах, заснованих на коміксах New 52, сюжети відбуваються в різних всесвітах.
- «Ліга Справедливості: Новий бар'єр» — 2008 рік, на основі коміксу DC: The New Frontier
- «Бетмен: Лицар Готема» — 2008 рік, шість короткометражних фільмів за мотивами фільмів «Бетмен: Початок» і «Темний лицар».
- «Супермен / Бетмен: Вороги суспільства» — 2009 рік, на основі коміксу «Супермен / Бетмен».
- «Ліга Справедливості: Криза двох світів» — 2010 рік, на основі коміксу JLA: Earth 2.
- «Бетмен: Під червоним ковпаком» — 2010 рік, на основі коміксу Batman: Under Hood.
- «Супермен / Бетмен: Апокаліпсис» — 2010 рік, на основі коміксу «Супермен / Бетмен».
- «Бетмен: Рік перший» — 2011 рік, на основі однойменного графічного роману.
- «Ліга Справедливості: Загибель» — 2012 рік, на основі коміксу JLA: The Tower of Babel.
- «Бетмен: Повернення Темного Лицаря» — перша частина 2012 рік, друга — 2013 рік, на основі однойменного графічного роману.
- «Ліга Справедливості: Парадокс джерела конфлікту» — 2013 рік, заснований на сюжетної лінії «Flashpoint» Джеффа Джонса і Енді Кубертен.
- «Ліга Справедливості: Війна» — 2014 рік, Заснований на коміксах «DC» New 52 Justice League: Origin "".
- «Син Бетмена» — 2014 рік, на основі коміксу Batman and Son.
- «Бетмен: Напад на Аркхем» — 2014 рік, на основі комп'ютерної гри Batman: Arkham Asylum.
- «Ліга Справедливості: Трон Атлантиди» — 2015 рік, заснований на історії Аквамена з The New 52.
- «Бетмен проти Робіна» — 2015 рік, Частково на основі кросовер-історії, «The New 52 Batman: Суд Рад».
- «Ліга Справедливості: Боги і Монстри» — 2015 рік,
- «Бетмен: Погана кров» — 2016 рік,
- «Ліга Справедливості проти Юних Титанів» — 2016 рік,
- «Бетмен: Вбивчий жарт» — 2016 рік, на основі однойменного графічного роману «Бетмен: Убивча жарт»
- «Темна Ліга Справедливості» — 2017 рік

### Бетмен: Мультсеріали
- Час Бетмена і Супермена — 1968—1969, 18 епізодів.
- Пригоди Бетмена — 1968—1969, 34 епізоди.
- Скубі-Ду зустрічає Бетмена — 1972, 2 епізоди.
- Супер друзі — 1973—1986, 109 епізодів.
- Нові пригоди Бетмена — 1977, 16 епізодів.
- Час пригод Бетмена і Тарзана — 1977—1978, 33 епізоди.
- Бетмен (мультсеріал, 1992) — 1992—1995, 85 епізодів.
- Нові пригоди Бетмена — 1997—1998, 24 епізоду.
- Бетмен майбутнього — 1998—2000, 52 епізоду.
- Ліга Справедливості (мультсеріал) — 2001—2006, 91 епізод.
- Бетмен (мультсеріал, 2004) — 2004—2008, 65 серій.
- Бетмен: Чорне і біле — 2008—2009, 10 епізодів.
- Бетмен: Відважний і сміливий — 2008—2011, 65 епізодів.
- Молода Справедливість — 2010—2013, 46 епізодів.
- Бережіться: Бетмена — 2013—2014, 26 епізодів.
- Ліга справедливості: Хроніки Богів і монстрів — 2015-

### Безмежний Бетмен (Заснований з лінії іграшок)
- Безмежний Бетмен: Тваринні інстинкти
- Безмежний Бетмен: Нашестя монстрів
- Безмежний Бетмен: Роботи проти мутантів

### Бетмен: Лего версії
- LEGO Бетмен: Супер-герої DC об'єднуються — 2013 рік, Заснований по грі LEGO Batman 2: DC Super Heroes
- Лего. Фільм — 2014 рік, Вийшов в кінотеатрах; за участю кількох героїв DC версії Лего
- Лего. Бетмен: В облозі — 2014 рік
- Лего Супергерої DC: Ліга Справедливості Проти Ліги Бізарро — 2015 рік
- LEGO Супергерої DC: Ліга Справедливості - Атака Легіону Загибелі! — 2015 рік
- LEGO Супергерої DC: Ліга Справедливості - Космічна битва — 2016 рік
- Лего. Бетмен в кіно — 2017 рік, Спін-офф "Лего. фільму "